# Eucharia funebrior
Eucharia funebrior är en fjärilsart som beskrevs av Embrik Strand 1919. Eucharia funebrior ingår i släktet Eucharia och familjen björnspinnare. Inga underarter finns listade i Catalogue of Life.